# ماريا دراجوني
ماريا دراجوني من مواليد 22 ديسمبر 1958 وهي سوبرانو أوبرالية إيطالية ذات مسيرةدولية نشطة في دار الأوبرا الكبرى من عام 1984 حتى الوقت الحاضر.

## الحياة و الوظيفة
ولدت دراجوني في بروسيداوتلقى تدريبه في معهد الموسيقى ليسينيو ريفيسي في فروزينوني.درست الغناء هناك مع ماريا آلوس، زوجة عازف البيانو أرنالدو جراتسيوسي [الإنجليزية]. انضمت إلى جوقة راي في روما في عام 1979. درست الغناء مع الدوقة ميلينا بيجناتيللي ديلا ليونيسا. تابعت لاحقًا دراسات أخرى في نابولي مع رودولفو سيليتي وجينا سيجنا . في عام 1981 فازت بجائزة ماريا كالاس في مسابقة فينسينزو بيليني الدولية في كالتانيسيتا في عام 1981، فازت بجائزة ماريا كالاس الدولية في فورو إيتاليكو إلى روما في عام 1983.

## روابط خارجية
- إنترفيستا لماريا دراجوني